# 히트메이커 (텔레비전 프로그램)
《히트메이커》는 2016년부터 방송된 대한민국의 텔레비전 프로그램이다. 정준영 사건으로 인하여, 해외 성매매 의혹이 불거졌으며, 본 회차는 다시보기 서비스가 중지되었다.